# Ljudmila Jedeleva
Ljudmila Iosifovna Zil'berbord, coniugata Jedeleva (in russo Людмила Иосифовна Зильберборд-Эделева?; Sverdlovsk, 18 febbraio 1939 – Ekaterinburg, 5 maggio 2023), è stata una cestista sovietica.

## Carriera
Con l'Unione Sovietica ha disputato due edizioni dei Campionati europei (1960, 1962).